# Robert Jenrick

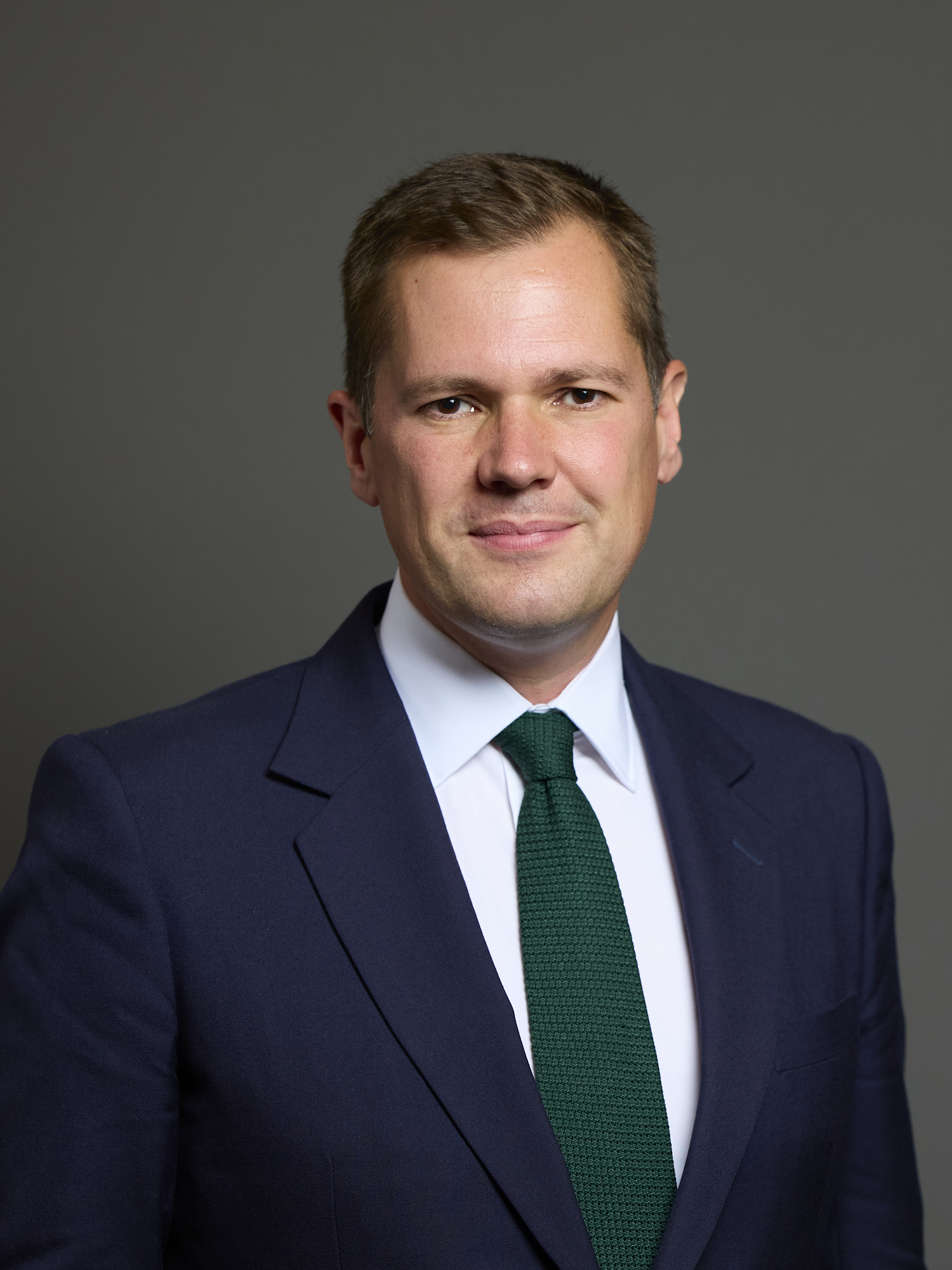
Robert Jenrick, 2024

Robert Edward Jenrick (Wolverhampton, 9 januari 1982) is een Brits politicus voor de Conservative Party. Hij is sinds 2014 lid van het Lagerhuis voor Newark. Van 2022 tot 2023 was hij minister voor Immigratie in het kabinet-Sunak. Eerder bekleedde hij verschillende posten in de kabinetten van Theresa May, Boris Johnson en Liz Truss. In het schaduwkabinet van Kemi Badenoch heeft hij de portefeuille justitie.  

## Biografie
Jenrick studeerde geschiedenis aan St John's College in Cambridge en politieke wetenschappen aan de Universiteit van Pennsylvania. Vervolgens studeerde hij rechten en werd in 2008 toegelaten als advocaat. Hij werkte als bedrijfsjurist in Londen en Moskou, en was daarna directeur bij veilinghuis Christie's. 
Hij werd bij een tussentijdse verkiezing in 2014 voor de Conservative Party gekozen als Lagerhuislid voor het kiesdistrict Newark. Hij werd in dit district herkozen in 2015, 2017, 2019 en 2024. Van 2015 tot 2018 was Jenrick achtereenvolgens parlementair secretaris van de Conservatieve bewindspersonen Esther McVey, Michael Gove, Liz Truss, en Amber Rudd. Jenrick was in de aanloop naar het Britse referendum van 2016 tegen Brexit.
Van 2018 tot 2019 was hij ten tijde van de kabinetten May I en May II staatssecretaris van Financiën. Hij werd in juli 2019 door Boris Johnson benoemd tot minister voor Huisvesting in het kabinet-Johnson I. Hij was het jongste lid van dit kabinet. Hij hield de functie in het kabinet-Johnson II tot hij in september 2021 kort voor het aftreden van Boris Johnson werd ontslagen. Jenrick keerde in september 2022 onder Liz Truss terug in de regering als onderminister van Volksgezondheid. Een maand later werd hij door Rishi Sunak benoemd tot minister van Immigratie in het Kabinet Sunak. Als minister was hij voorstander van een streng immigratiebeleid en zeer sobere opvang van asielzoekers. Op 6 december 2023 nam hij ontslag vanwege “sterke meningsverschillen” met de regering over het plan om asielzoekers over te brengen naar Rwanda; het plan zou hem niet ver genoeg gaan in de aanpak van illegale immigratie.
Na de overwinning van Labour in de Lagerhuisverkiezingen van 2024 en het aangekondigde aftreden van Rishi Sunak stelde Jenrick zich kandidaat om  de nieuwe leider van de Conservative Party te worden. Hij verloor op 2 november 2024 in de laatste ronde van de strijd om het partijleiderschap van Kemi Badenoch, die 56% van de stemmen kreeg.
In het schaduwkabinet van Badenoch kreeg hij de portefeuille justitie.

## Externe bronnen
- Website Robert Jenrick
- Profiel Robert Jenrick op UKParliament